# Wieża widokowa na Torfowisku pod Zieleńcem
Wieża widokowa na Torfowisku pod Zieleńcem – wieża na Torfowisku pod Zieleńcem. Pierwsza powstała w 1919, kolejna funkcjonowała w latach 2007–2020.

## Położenie
Wieża położona jest w północno-zachodniej części Gór Bystrzyckich, we wschodniej części Sudetów Środkowych, około 2,1 km na wschód od dzielnicy Dusznik-Zdroju – Zieleńca. Punkt widokowy znajduje się na terenie rezerwatu Torfowisko pod Zieleńcem, przy głównej grobli.

## Historia
Pierwszą wieżę widokową w tym miejscu wzniesiono w 1919 roku. Kolejna wieża wybudowana została we wrześniu 2007 roku. Było z niej widać przede wszystkim północną część kompleksu Topieliska. Wieżę rozebrano 2 września 2020 roku ze względu na zły stan techniczny. Zapowiedziano starania w celu pozyskania funduszy na budowę nowej wieży.